# Дам Бланш
Дам Бланш (фр. Dame Blanche) — десерт, приготовленный из ванильного мороженого, политого растопленным тёмным шоколадом, иногда с добавлением безе, шоколадной стружки, сливок Шантильи, 2 мл водки и, по-Ардешски, каштановых сливок.

## Описание
Существует несколько версий происхождения десерта Дам Бланш. По одной из них, в ресторане при парке Тиволи в Копенгагене не хватало десерта, который можно было бы предложить гостям. Случилось так, что шеф-повар приготовил фирменное блюдо из тех немногих ингредиентов, которые у него остались, а именно: ванильное мороженое и тёмный шоколад. В результате одобрения клиентов это блюдо было добавлено в меню заведения.